# Schutzstaffel
Die Schutzstaffel (SS, Eigenschreibweise ᛋᛋ) war eine nationalsozialistische Organisation in der Weimarer Republik und der Zeit des Nationalsozialismus, die der NSDAP und Adolf Hitler als Herrschafts- und Unterdrückungsinstrument diente. In ihren Verantwortungsbereich fielen ab 1934 Betrieb und Verwaltung von Konzentrations-, ab 1941 auch von Vernichtungslagern. Sie spielte sowohl bei der Planung als auch bei der Durchführung des Holocausts und anderer Völkermorde eine zentrale Rolle.
Die SS wurde am 4. April 1925 von Hitler als persönliche „Leib- und Prügelgarde“ in München gegründet. Ihr Sitz war zuletzt im SS-Hauptamt, Prinz-Albrecht-Straße (heute: Niederkirchnerstraße) in Berlin. Sie unterstand ab dem Reichsparteitag 1926 der Sturmabteilung (SA), übte aber ab 1930 zugleich den parteiinternen „Polizeidienst“ aus. Entscheidend geformt und geprägt wurde sie durch Heinrich Himmler.

Heute verfassungsfeindliches Kennzeichen: Das „SS-Abzeichen“, bestehend aus zwei sogenannten Siegrunen (Entwurf von Walter Heck, 1929).

Am 30. Juni 1934 liquidierte die SS im Rahmen des sogenannten Röhm-Putsches die Führung der SA. In den folgenden Monaten wurde sie zu einer eigenständigen Organisation der NSDAP erhoben, die in der Zeit des Nationalsozialismus die Kontrolle über das gesamte Polizeiwesen erlangte und durch den Aufbau der Waffen-SS eine militärische Funktion neben der Wehrmacht übernahm. Kennzeichnend für die SS war die Verzahnung staatlicher Funktionen und Institutionen mit Parteistrukturen.
Die SS war das wichtigste Terror- und Unterdrückungsorgan im NS-Staat. Während des Zweiten Weltkriegs war sie mit ihren unterschiedlichen Gliederungen maßgeblich verantwortlich für beispiellose Kriegsverbrechen und Verbrechen gegen die Menschlichkeit, insbesondere den Holocaust und den Porajmos  sowie Verbrechen an der Zivilbevölkerung im Deutschen Reich und im besetzten Europa. Seit Kriegsende verboten, wurde sie in den Nürnberger Prozessen als verbrecherische Organisation eingestuft.

## Geschichte

### Stabswache und Stoßtrupp Adolf Hitler
Im Mai 1923 ließ Adolf Hitler einen Saalschutz namens  Stabswache für die NSDAP einrichten. Wenige Wochen später wurde, nachdem sich Hermann Ehrhardt mit Ernst Röhm und Hitler überworfen hatte, dieser Saalschutz aufgelöst und der Stoßtrupp Adolf Hitler gebildet. Nach dem missglückten Hitler-Ludendorff-Putsch vom November 1923 wurden diese Truppe und die NSDAP verboten.

### Aufstellung der SS und spätere Übernahme der Führung durch Heinrich Himmler
Am 1. April 1925 erhielt der SA-Funktionär Julius Schreck den Auftrag Hitlers, eine neue Truppe zu bilden, die den Saalschutz (Schutz der Veranstaltungsräume) der NSDAP-Veranstaltungen übernehmen sollte. Bereits am 4. April wurde aus acht Angehörigen des ehemaligen Stoßtrupps Adolf Hitler eine neue Einheit gebildet. Darunter befanden sich neben Schreck auch Ulrich Graf, Christian Weber, Emil Maurice, Julius Schaub und Erhard Heiden, ein ehemaliges Mitglied des Freikorps Marine-Brigade Ehrhardt. Die neue Truppe erhielt zunächst die Bezeichnung „Stabswache“.
Zwei Wochen später, am 16. April, trat sie während des Begräbnisses von Ernst Pöhner, dem ehemaligen Münchener Polizeipräsidenten und einem Mitbeteiligten am Hitler-Ludendorff-Putsch, zum ersten Mal in der Öffentlichkeit auf. Spätere zeremonielle Funktionen der SS vorwegnehmend, fungierte die Einheit dabei als Fackelträger während des Trauerzuges. Jeweils vier Männer flankierten rechts und links den Sarg des Verstorbenen.
Die Truppe wurde danach rasch ausgebaut und auf weitere Orte des Deutschen Reiches ausgedehnt. Über verschiedene Namensstufen wie Saal-Schutz, Schutzkommando und Sturmstaffel wurde schließlich noch 1925 der Name Schutzstaffel offiziell eingeführt, den der ehemalige SA-Führer Hermann Göring in Anlehnung an eine Fliegerbegleitstaffel Manfred von Richthofens vorgeschlagen hatte. Schreck wurde nun als Oberleiter Kommandant der SS. Ihm gelang es jedoch nicht, die SS zu etablieren. Konkurrenzkämpfe mit selbsternannten anderen SS-Einheiten und mangelnde Unterstützung durch die SA führten zu seiner Entlassung 1926 durch Hitler und zur Ernennung Joseph Berchtolds.
Diesem gelang es, die SS spürbar zu vergrößern und aufzuwerten: Bis zum Reichsparteitag 1926 gelang es ihm, 75 Staffeln mit insgesamt etwa 1.000 Angehörigen aufzustellen, aus Anerkennung dafür betraute Hitler die SS am 9. November 1926 mit der Betreuung der sogenannten „Blutfahne“.

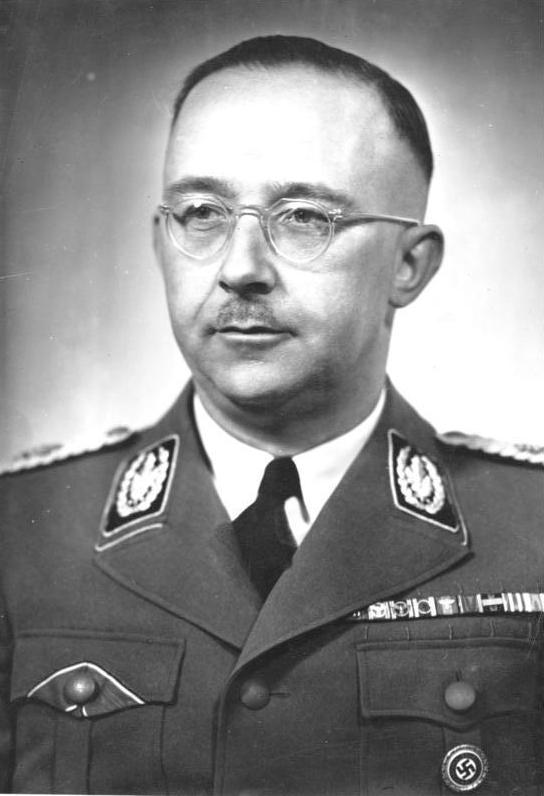
Heinrich Himmler, Reichsführer SS und Chef der deutschen Polizei (1942)

Die SA, die bis dato den jeweiligen Gauleitern unterstanden hatte, wurde im September 1926 Franz von Pfeffer als Oberstem SA-Führer unterstellt, der im Gegenzug für die Aufgabe seiner vorherigen Stellung als Gauleiter die Unterstellung sämtlicher NS-Kampfverbände, also auch die Hitlerjugend und die SS, verlangte und bekam.
Unzufrieden mit seinem so verringerten Handlungsspielraum trat Joseph Berchtold 1927 als Reichsführer SS zurück. Berchtolds Nachfolger wurde Erhard Heiden, der ein 27-jähriges Mitglied des Bundes Reichskriegsflagge zu seinem Stellvertreter ernannte: Heinrich Himmler. Heiden, unter dem die SS stagnierte – sogar über ihre Abschaffung war nachgedacht worden –, trat am 5. Januar 1929 aus bislang ungeklärten Gründen als Reichsführer SS zurück. Heiden wünschte nun am 22. Januar 1929 seine komplette Streichung aus allen SS-Mitglieder- und Organisationslisten und wandte sich wieder der SA zu. Sein Nachfolger wurde der bisherige Stellvertreter Heinrich Himmler, der dieses damals noch nachrangige Amt jedoch noch neben seiner Aufgabe als stellvertretender Reichspropagandaleiter ausübte. Himmler gestaltete und führte die SS bis zu ihrem Ende und prägte sie strukturell und personell entscheidend.
Die Aufgaben der Organisation beschrieb Hitler am 7. November 1930 wie folgt: „Die Aufgabe der SS ist zunächst die Ausübung des Polizeidienstes innerhalb der Partei.“
Das Symbol der Schutzstaffel bildete sich 1930 aus zwei nebeneinander liegenden, blitzähnlichen weißen Sig-Runen im schwarzen Feld.

### Nähe und beginnende Konkurrenz zur SA
Die SS wies bis zum Röhm-Putsch 1934 eine große organisatorische und personelle Nähe zur SA auf. Anders als ihre spätere elitäre Stellung vermuten ließ, unterschied sie sich in Auftreten und brutaler Straßengewalt lange nur insofern von der SA, als ihre Mitglieder noch gewalttätiger auftraten und proportional häufiger mit dem Gesetz in Konflikt gerieten.
Die SA selbst diente als wichtigstes Rekrutierungsreservoir der SS und förderte nach der Ernennung Heinrich Himmlers zum Reichsführer der SS 1929 anfangs noch deren Aufstieg. Der Oberste SA-Führer Franz von Pfeffer ordnete an, dass die neu gegründeten Staffeln der SS mit jeweils fünf bis zehn überstellten SA-Männern aufzufüllen seien, nach kurzer Zeit bestand die SS deutschlandweit. Ernst Röhm beschränkte 1931 die Sollstärke der SS auf zehn Prozent der Sturmabteilung. Da die Stärke der SS zu diesem Zeitpunkt etwa 4.000 Mann betrug (die SA verfügte dagegen über 88.000 Angehörige), war diese Beschränkung in der Realität ein ehrgeiziger „Wachstumsplan“. Um ihn zu erfüllen, ordnete Röhm an, jede neu gegründete SS-Staffel mit 50 % ihres Sollbestandes aus der SA aufzufüllen. Weitere freiwillige Übertritte von der SA zur SS über dieses Soll hinaus blieben möglich. Der Druck der obersten SA-Führung und Heinrich Himmlers auf Einheiten der SA, die SS massiv auszubauen, führte zu ersten Streitereien und Konflikten zwischen SS und SA, die um die besten Männer konkurrierten.
Obwohl die NSDAP öffentlich vor allem durch die SA geprägt wurde, der die SS weiterhin unterstellt war, blieb das gegenseitige Verhältnis von SA und SS nicht ungetrübt. Insbesondere in Berlin und in Ostdeutschland zeigten Teile der SA um Walther Stennes gegenüber der Parteiführung um Adolf Hitler und dem Gauleiter von Berlin, Joseph Goebbels, eine Eigenständigkeit, die an Aufsässigkeit grenzte und wiederholt zu teils gewalttätigen, teils nur mit Mühe friedlich zu bewältigenden Auseinandersetzungen führte. Im sogenannten Stennes-Putsch von Teilen der Berliner SA wurde sogar die Parteizentrale der NSDAP gewaltsam von SA-Männern besetzt und die – auf Anforderung von Goebbels dort aufgezogenen – SS-Wachen verprügelt.
Dagegen stand die SS loyal zu Adolf Hitler, der das positiv vermerkte. Durch die so begründete „besondere Beziehung“ Hitlers zur Schutzstaffel wurde diese zu einem „ernstzunehmenden Machtfaktor“ innerhalb der NS-Bewegung. In einem Dankesbrief an den am Konflikt auf Seiten der Berliner SS maßgeblich beteiligten Kurt Daluege gebrauchte Hitler die Worte: „SS-Mann, Deine Ehre heißt Treue!“ – Worte, die, nachdem Himmler von ihnen erfahren hatte, abgewandelt zum Motto der SS wurden und bereits 1931 (Meine Ehre heißt Treue) auf den Koppelschlössern der SS-Uniformen festgehalten wurden.

### Erringung einer zentralen Machtstellung

#### Gründung des SD

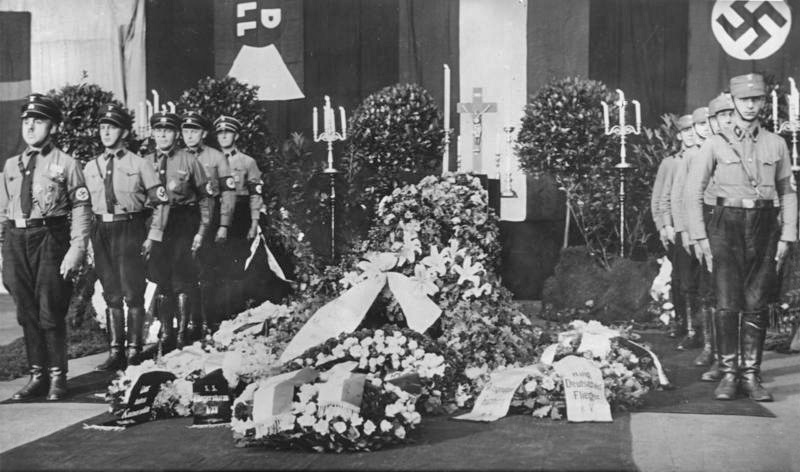
SS-Fliegersturm Hamburg bei einer „Ehrenwache“, 1933

1931 begann Heinrich Himmler mit dem Aufbau eines SS-eigenen Nachrichtendienstes, dem „Sicherheitsdienst des Reichsführers SS“ (Abkürzung SD), der die Aufgabe der SS als eine Art Polizei innerhalb der NSDAP unterstützen sollte. Federführend dabei war sein engster Mitarbeiter Reinhard Heydrich, der den SD ab 1932 auch leitete.
Nach der Machtübernahme Hitlers im Jahre 1933 wurde dem SD ein Zentralamt und eine besondere Organisationsstruktur zuerkannt. Dabei wurde das deutsche Reichsgebiet in zu überwachende Abschnitte und Oberabschnitte aufgeteilt. Zu diesem Zeitpunkt stellte der SD, wie auch die Allgemeine SS, eine unabhängig organisierte Teilstruktur innerhalb der Gesamt-SS dar. Das Budget des SD wurde hierbei aus dem Etat des Reichsschatzmeisters der NSDAP gespeist.

#### Verschmelzung mit der Polizei in Bayern
Nach der Machtergreifung griff die SS unter Heinrich Himmler und dessen engstem Mitarbeiter Reinhard Heydrich nach polizeilichen Vollmachten. In Bayern verband die von beiden aufgebaute Bayerische Politische Polizei (BPP) institutionell staatliche Polizeikräfte mit dem Nachrichtendienst der SS, dem SD, dieses Modell wurde später auf das Gesamtreich ausgedehnt und Grundlage der Machtstellung der SS.
Mit der SA, die nach der Machtergreifung verschiedene Polizeipräsidenten stellte, konkurrierte die SS reichsweit nun auch um die polizeiliche Macht. Gleichfalls waren viele Konzentrationslager in den Händen der SA, die diese nach eigenem Belieben und teilweise chaotisch verwaltete, während die SS das von ihr gegründete KZ Dachau sicher nicht humaner, aber regelhafter betrieb und ein Interesse hatte, weitere Konzentrationslager in ihre Gewalt zu bekommen.

#### Entmachtung der SA als Basis des Aufstiegs der SS
Entscheidend für den weiteren Aufstieg der SS unter Himmler und Reinhard Heydrich war die Entmachtung der SA, welche die SS unter dem Vorwand eines angeblichen „Röhm-Putsches“ durchführte. Bereits am 20. April 1934 war Himmler mit Blick auf einen kommenden Konflikt mit der SA auch zum Inspekteur der preußischen Gestapo (und damit zu ihrem faktischen Leiter) ernannt worden. Vom 30. Juni bis zum 2. Juli 1934 ermordeten Teile der bewaffneten SS-Verbände, namentlich die erste und zweite Schützenkompanie der Leibstandarte SS Adolf Hitler und der Dachauer SS-Wachsturmbann „Oberbayern“, unter der Leitung von SD-Offizieren die Führung der konkurrierenden SA. Vorwand war ein vermeintlich geplanter Putsch der SA. Auch Konservative, andere politische Gegner und Unbeteiligte waren unter den Todesopfern.
Für die SS zahlte sich ihr Handeln institutionell aus. Am 20. Juli 1934 koppelte Hitler die SS von der SA ab: „Im Hinblick auf die großen Verdienste der SS, besonders im Zusammenhang mit den Ereignissen vom 20. Juni 1934, erhebe ich dieselbe zu einer selbständigen Organisation im Rahmen der NSDAP.“ Am 23. August 1934 wurde Himmler mit der Verleihung der Dienststellung eines „Reichsleiters SS“ Hitler persönlich unterstellt. Damit war die SS nur noch Hitler gegenüber weisungsgebunden.

#### Ausbau der gewonnenen Machtstellung – Polizeiwesen, Konzentrationslager und eigene militärische Verbände
Mit der Ernennung von Theodor Eicke, der nach der Entmachtung der SA der erste reichsweite Inspekteur der Konzentrationslager wurde, rundete die SS ihre Kontrolle über die Konzentrationslager ab.
Ab 1934 stellte die SS mit der SS-Verfügungstruppe und den SS-Totenkopfverbänden eigene militärisch ausgebildete Verbände auf, mit denen die SS das militärische Monopol der Reichswehr aushöhlte.
1936 wurde Himmler durch den Erlass über die Einsetzung eines Chefs der Deutschen Polizei im Reichsministerium des Innern in den Rang eines Staatssekretärs erhoben und damit den Befehlshabern der Teilstreitkräfte der Wehrmacht gleichgestellt. Nominell war er dem Reichsinnenminister Wilhelm Frick nachgeordnet, faktisch führte die SS die deutsche Polizei eigenständig. Mit dem Aufbau der Kriminalpolizei und Gestapo umfassenden Sicherheitspolizei und des späteren Reichssicherheitshauptamtes (in dem 1939 Sicherheitspolizei und Sicherheitsdienst zusammengefasst wurden) und der Unterstellung der Ordnungspolizei sowie dem Ausbau der SS-eigenen militärischen Verbände wurde die besondere Stellung der SS im Nationalsozialismus konsolidiert.
Ihre Verschmelzung von Parteistrukturen mit Strukturen des Staates, die ein zentrales Element des NS-Systems darstellt, prägte das Dritte Reich von nun an entscheidend. Die SS war innerhalb der auseinanderdriftenden NS-Polykratie, die von der Zerfaserung staatlicher Macht zugunsten von Parteistrukturen und Hitler persönlich verantwortlichen Einzelpersonen wie Reichskommissaren oder Gauleitern geprägt war, ein Element der Zentralisierung, das in direkte Konkurrenz zu Partei und Staat treten konnte. Obgleich eine Untergliederung der NSDAP, stand sie in Wirklichkeit in einer gewissen Konkurrenz zur Partei, da sie sich unter Himmlers Führung bewusst als anführende Elite des NS sah.
Als Heinrich Himmler 1943 auch Nachfolger des Reichsinnenministers Wilhelm Frick wurde, wurde offiziell deutlich, dass das staatliche Reichsinnenministerium eher in die SS integriert wurde als die SS in die normale Exekutive des Staates.
Nach dem Attentat vom 20. Juli 1944 unterstellte Hitler auch den Zollgrenzschutz der SS. Innerhalb weniger Monate wurden Führungskräfte des ZGS durch Polizei- oder SS-Kräfte ersetzt. Dies gelang im Reichsgebiet fast lückenlos, in den Auslandsverwaltungen nur in wenigen Fällen.

### Kriegshandlungen und beginnender Vernichtungskrieg

#### Anschluss Österreichs und Besetzung der Tschechoslowakei
Am 12. März 1938 nahmen auch Truppenteile der SS-Verfügungstruppe am Einmarsch der Wehrmacht in Österreich teil. In Wien wurde die SS-Standarte Der Führer gebildet.
Im Oktober 1938 nahm die SS-Verfügungstruppe auch an der Besetzung des Sudetenlands teil, das die Tschechoslowakei nach dem ihr Ende September aufgezwungenen Münchner Abkommen an das Deutsche Reich abzutreten hatte. Im März 1939 wurde die so genannte „Rest-Tschechei“ besetzt und als Protektorat Böhmen und Mähren organisiert. Die SS wurde mit der Zerschlagung des Widerstandes beauftragt. Der Chef des Reichssicherheitshauptamtes, Reinhard Heydrich, wurde später stellvertretender Reichsprotektor des besetzten Gebietes. 1942 fiel er einem Attentat zum Opfer, woraufhin die NS-Führung als „Vergeltung“ die Bewohner des Ortes Lidice töten ließ.

#### Zusammenfassung zur Waffen-SS

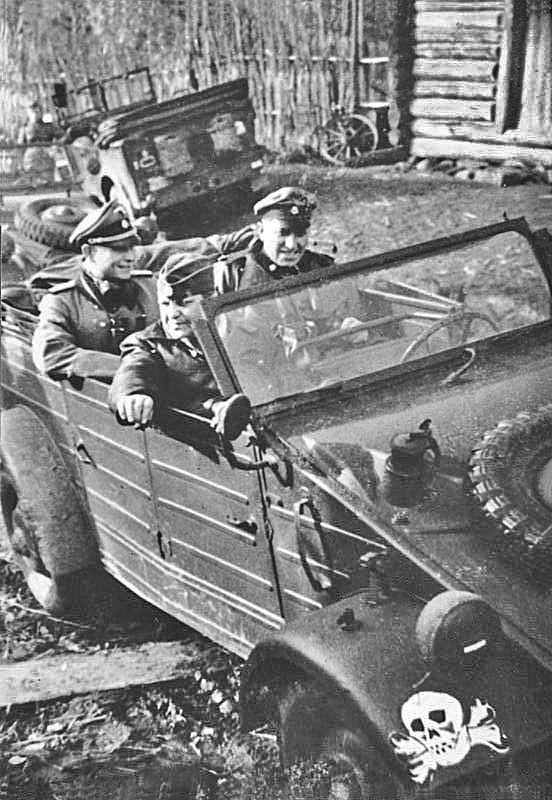
Angehörige der SS-Totenkopf-Division, Aufnahme einer Propagandakompanie der Wehrmacht, Russland 1941

Im Herbst 1939 wurden die Leibstandarte, die Verfügungstruppe und die Totenkopfverbände langsam zur Waffen-SS verschmolzen. Heinrich Himmler wollte als Reichsführer SS seine Schutzstaffel zu einem umfassenden Staatsschutzkorps ausbauen, das an allen Fronten die inneren und äußeren Feinde des NS-Staates bekämpfen sollte. Trotz allen Differenzen innerhalb der verzweigten SS-Organisationsstruktur blieb die SS auf ein einheitliches ideologisches Ziel ausgerichtet. Dementsprechend gab es eine einheitliche Ausbildung der Führungskräfte in SS-Junkerschulen wie Bad Tölz und Braunschweig. Die militärische und ideologische Schulung unterschied nicht, ob die Führungskräfte in der SS-Verwaltung, an der militärischen Front, im SD oder in den Konzentrationslagern eingesetzt werden sollten.
Der erste Kampfeinsatz der SS erfolgte beim Überfall auf Polen 1939. Die Wehrmacht befürchtete eine zunehmende Konkurrenz durch die SS-Verfügungstruppe, konnte aber die Zusammenlegung der bisherigen Regimenter Germania, Der Führer, Totenkopf und der Leibstandarte SS Adolf Hitler zur SS-Verfügungsdivision nicht verhindern. Die kämpfenden SS-Verbände dieser SS-VT-Division unterstanden weiterhin dem Oberkommando der Wehrmacht und wurden nun auf verschiedene Heeresteile verteilt; d. h., die SS-VT-Division kämpfte nicht als einheitlicher Verband.
Beim Angriff auf Frankreich verfügte die inzwischen gegründete Waffen-SS bereits über drei Divisionen (Das Reich, Totenkopf und die SS-Polizei-Division) und das motorisierte Regiment LAH. Die SS-Divisionen erlitten an der Front teilweise schwere Verluste. Als Freiwilligentruppe hochmotiviert, mit einer den Wehrmachtverbänden in der Regel überlegenen Ausrüstung, wurden diese Einheiten oft an den gefährlichsten Einsatzorten verwendet. Wie bereits in Polen wurden im Frankreichfeldzug von SS-Verbänden zahlreiche Kriegsverbrechen verübt. Massaker an Hunderten sich ergebender Soldaten und an einer Vielzahl von Kriegsgefangenen sind dokumentiert, ebenso „Vergeltungsmaßnahmen“ für Aktionen der „Résistance“. Am 10. Juni 1944, kurz nach der Landung der Alliierten in der Normandie (siehe Operation Overlord), haben Angehörige der SS-Division „Das Reich“ bei Limoges das Massaker von Oradour begangen, bevor sie selbst in Nordfrankreich umkamen.
Im Deutsch-Sowjetischen Krieg beteiligten sich die Verbände der SS am Kampf im Osten, so die Totenkopfdivision an der für sie verlustreichen Kesselschlacht von Demjansk oder ihre Panzerverbände in der Orel-Kursk-Schlacht im Rahmen des Unternehmens Zitadelle.
Der Kampfwert der Waffen-SS ist nicht einheitlich zu bewerten. Während Wehrmachtskommandeure im Frankreichfeldzug von ihren Einheiten nicht begeistert waren, weil Ausbildungsmängel und waghalsige Kampfweise zu starken Verlusten geführt hatten, bewährten sie sich später besser, dies allerdings nicht einheitlich, da die Einheiten der Waffen-SS dafür zu verschieden waren. Eliteverbände standen neben schnell aufgestellten und schlecht ausgerüsteten Verbänden. Die Waffen-SS war höher ideologisiert als die Wehrmacht, sie wurde dafür durch das SS-Schulungsamt in der NS-Ideologie unterwiesen. Eine nicht unbedeutende Rolle spielte aber auch die Beteiligung der SS an Verbrechen – ihre Soldaten wussten, dass sie in der Kriegsgefangenschaft Rache und Schlechterbehandlung zu erwarten hatten, und kämpften besonders in der Endphase des Krieges entsprechend.
Ab 1943 wurden auch wehrpflichtige Deutsche und Männer aus Nordwesteuropa in die SS-VT-Division eingezogen, um an der Front neben den Wehrmachtsoldaten zu kämpfen, später wurden auch SS-Einheiten aus anderen Ländern wie z. B. Albanien aufgestellt. Im Ergebnis stammte rund die Hälfte der insgesamt rund 900.000 Soldaten der Waffen-SS nicht aus dem Reichsgebiet: „Die Waffen-SS war in krassem Widerspruch zur eigenen Ideologie zu einer Vielvölkerarmee geworden“. Nichtdeutsche SS-Einheiten hatten allerdings einen gemischten Wert, so zerfiel die albanische SS-Division „Skanderbeg“ bereits vor ihrem ersten Kampfeinsatz, während Angehörige der SS-Division Charlemagne 1945 zu den letzten Verteidigern Berlins gehörten.

#### Einsatzgruppen
Weitere SS-Verbände kamen beim Überfall auf Polen und im Krieg gegen die Sowjetunion als sogenannte Einsatzgruppen hinter der Front bei „Säuberungsaktionen“ zum Einsatz und begannen mit der systematischen Verfolgung und Ermordung von Juden und Angehörigen der polnischen und russischen Intelligenz. Gemäß den Richtlinien zu Zusammenarbeit des Heeres mit den Einsatzgruppen rückten die SS-Verbände unmittelbar nach der Wehrmacht in die eroberten Ortschaften ein. Zahlreiche Hinrichtungen und Massaker folgten, Wehrmachtsoldaten waren oftmals Zeugen dieser Hinrichtungen. Auch deutsche Polizeibataillone (die der SS unterstanden) und Einheiten der Wehrmacht führten Massenexekutionen durch. Bei der Wehrmacht kooperierten insbesondere die Feldgendarmerie und die Geheime Feldpolizei (GFP) mit der SS und ihren Einsatzgruppen, – die GFP war stark mit einberufenem Personal der Sicherheitspolizei durchsetzt, die Feldgendarmerie mit einberufenen Angehörigen der der SS gleichfalls unterstehenden Ordnungspolizei.
Die mobilen Einsatzgruppen spielten bei der Vernichtung der Juden Osteuropas eine sehr große Rolle. Neben den Einsatzgruppen des Reichssicherheitshauptamtes operierten im Hinterland allerdings auch SS-Verbände (wie die 8. SS-Kavallerie-Division „Florian Geyer“), die direkt dem Kommandostab Reichsführer SS unterstanden und die Vernichtung der Juden in gewisser Konkurrenz zu den Einsatzgruppen vorantrieben. Zahlenmäßig waren sie mit etwa 19.000 Mann sechsmal stärker als die etwa 3.000 Angehörigen der Einsatzgruppen, gleichfalls standen Bataillone der Ordnungspolizei zur Verfügung. Himmler selbst hatte durch direkte Befehle, Inspektionsreisen und seine Höheren SS- und Polizeiführer engen Kontakt mit den beteiligten Einheiten und hielt Einsatzgruppen und seine anderen Verbände zu einem immer radikalerem Vorgehen an.

### Kriegsverbrechen, Holocaust und Völkermord

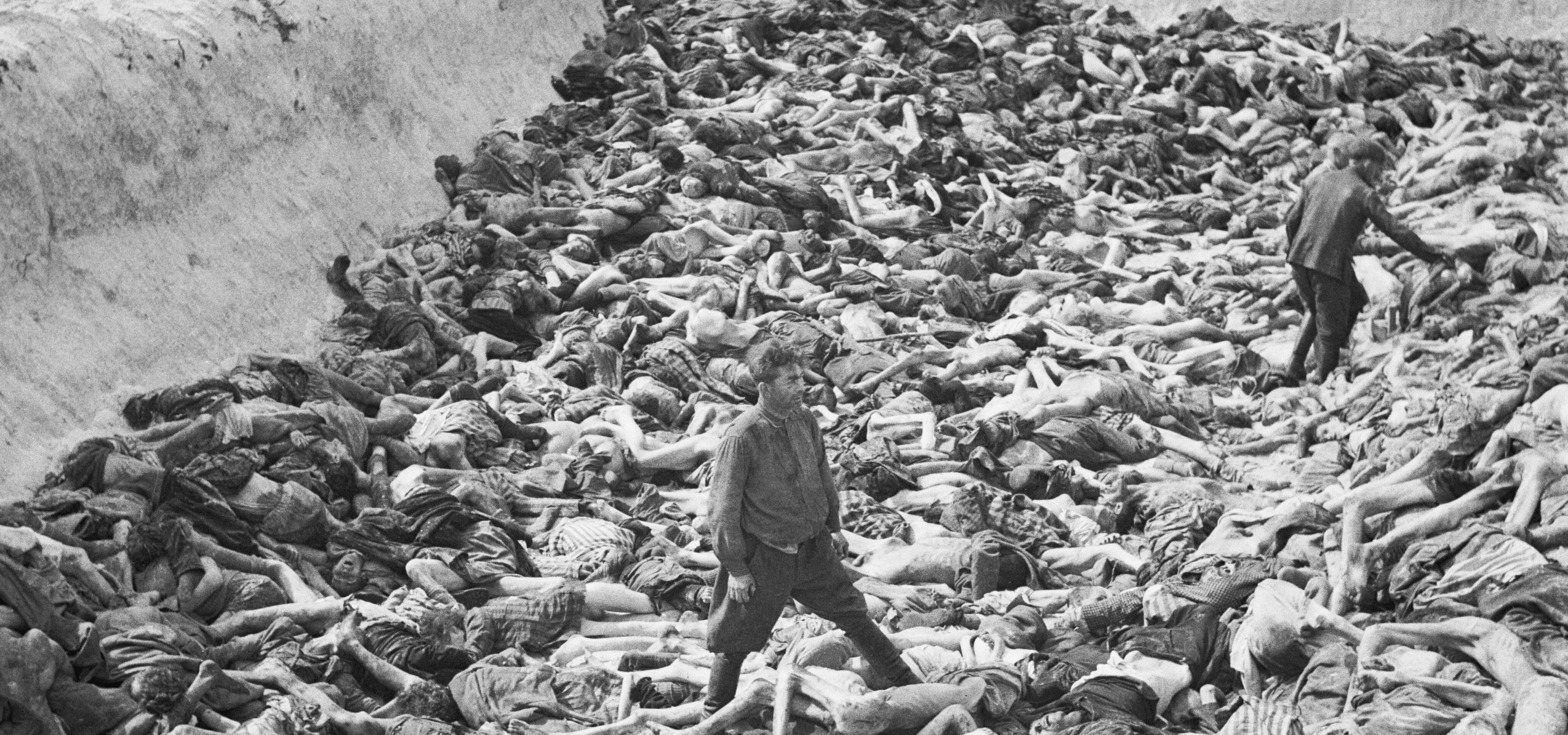
Der KZ-Arzt Fritz Klein in einem Massengrab im KZ Bergen-Belsen nach dessen Befreiung im April 1945

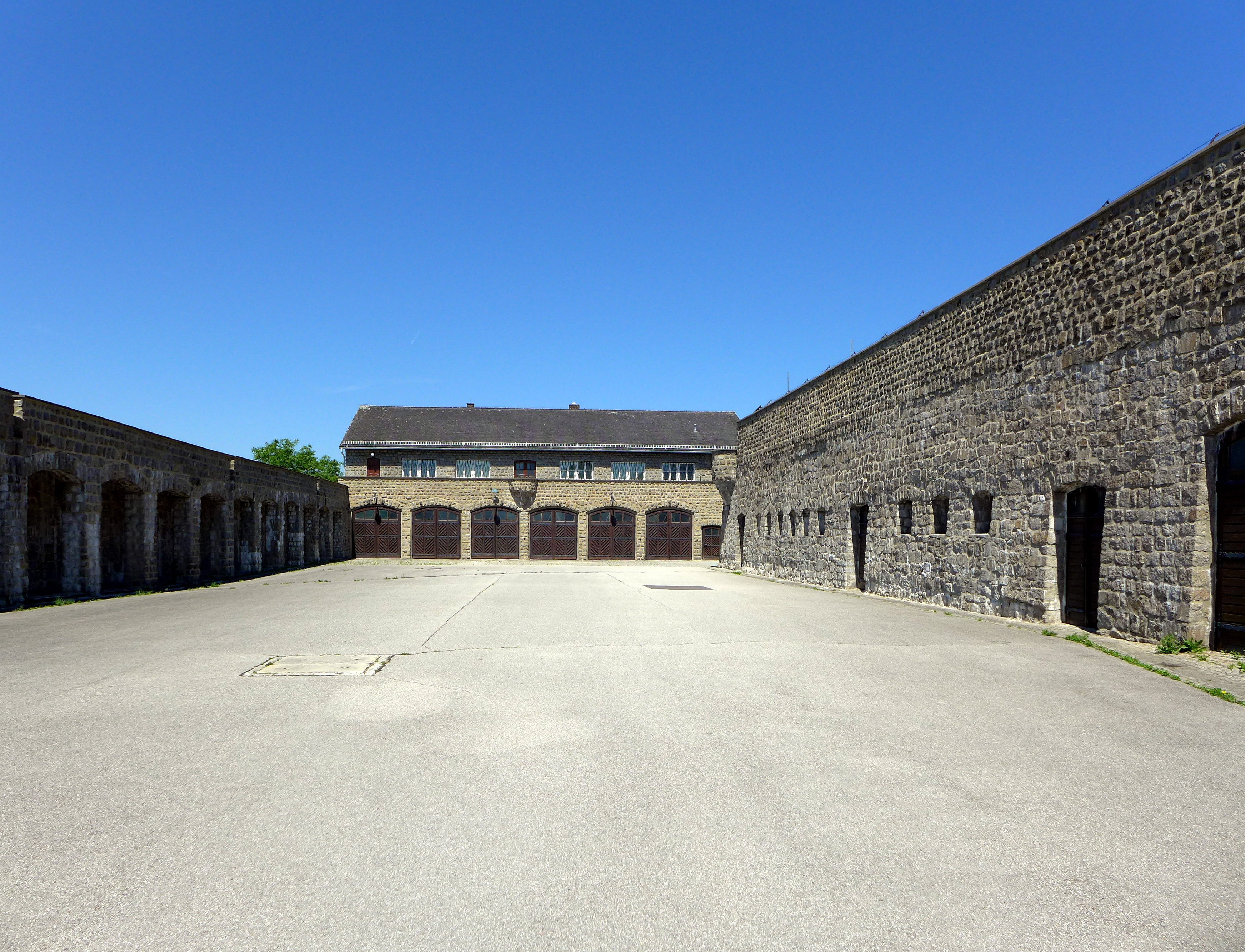
SS-Mannschaftsgebäude und Garagen, KZ Mauthausen (Aufnahme Juni 2014)

Im weiteren Verlauf des Zweiten Weltkriegs verübten die vom Reichssicherheitshauptamt aufgebauten und geführten Einsatzgruppen unter Einbezug von Einheiten der Waffen-SS und der Ordnungspolizei und auch in Zusammenarbeit mit der Wehrmacht und einheimischen Hilfstruppen zahllose Kriegsverbrechen wie Massenexekutionen von Zivilisten in Vernichtungskrieg und Holocaust, Folterung und Ermordung von Kriegsgefangenen und die Vertreibung zahlreicher Menschen aus besetzten Gebieten im Gefolge ethnischer Säuberungen. Das Vorgehen der SS war derart barbarisch, dass es anfangs selbst der Wehrmacht als inakzeptabel erschien. Die Verfolgung derartiger Verbrechen von SS-Angehörigen wurde jedoch schon 1939 auf Befehl Adolf Hitlers eingestellt.
Die SS war sowohl treibender Faktor als auch Werkzeug im Holocaust und anderen Verbrechen wie z. B. dem Porajmos, die ein ethnisch gesäubertes Osteuropa für die Zeit nach dem Endsieg des NS vorbereiten sollten.
Durch Ernennung von Höheren SS- und Polizeiführern (HSSPF) mit eigenem Stab, Einsatzkräften und im Bedarfsfall weiterem Zugriff auf SS-Machtmittel ihres Bereiches festigte die SS ihre Position hinter der Front und in den zivil verwalteten besetzten Gebieten. Als „Gesandte“ Himmlers beaufsichtigten, exekutierten und intensivierten HSSPF und SSPF die von der SS betriebene Besatzungs- und Ausrottungspolitik.
Neben dem mobilen Massenmord durch Massenerschießungen, denen vor allem Juden auf dem Gebiet der Sowjetunion zum Opfer fielen, betrieb die SS auch Vernichtungslager wie das KZ Auschwitz, in die sie Menschen über weite Distanzen deportierte und in denen die Mehrzahl der Opfer des Holocausts ums Leben kam. Die Verwaltung der Vernichtungslager erfolgte über das SS-Wirtschafts-Verwaltungshauptamt mit der Inspektion der Konzentrationslager (IKL), oder aber durch die SS- und Polizeiführer. Herleitbar ist die getrennte Verwaltung daraus, dass die SS in Stufen die Methoden zur Vernichtung experimentell radikalisierte und dabei regionaler und persönlicher Ehrgeiz eine Rolle spielte. So gründete der SS- und Polizeiführer (SSPF) von Lublin, Odilo Globocnik, drei Vernichtungslager (Belzec, Sobibor, Treblinka), in denen er mit Massenmord in Gaskammern experimentierte, was dann im Rahmen der Aktion Reinhardt von anderen Lagern wie Auschwitz übernommen wurde.  Die Bewachung und die Ausübung der lagerinternen Polizeigewalt und der Vernichtung wurden von den SS-Totenkopf-Wach-Einheiten direkt und mit Hilfe von sog. Trawniki durchgeführt. Die SS war damit verantwortlich für die industrielle Ermordung von Millionen Menschen.

## Organisation

### Organisationsentwicklung
Zunächst der SA unterstellt, entwickelte sich die SS zu einer Organisation mit „Polizeifunktionen“ innerhalb der NSDAP. Mit der Berufung Heinrich Himmlers zum Reichsführer SS 1929 begann ein grundlegender Wandel der Organisation. Vordem eine kleine Gruppierung von wenigen hundert Mann innerhalb der SA, sollte sie nach Himmler zur Kampftruppe der NSDAP ausgebaut werden, „ein nationalsozialistischer, soldatischer Orden nordisch bestimmter Männer, von denen jeder bedingungslos jeden Befehl befolgt, der vom Führer kommt.“ Die SS wurde von ihm gleichzeitig zu einer „Elite“- und einer Massenorganisation ausgebaut.
Der elitäre Charakter zeigte sich in den rassebiologischen und weltanschaulichen Kriterien, die erfüllt werden mussten, um der SS angehören zu können. Die SS sollte als „Sippengemeinschaft“ eine Verkörperung der nationalsozialistischen Herrenmenschenideologie darstellen und als „Bewahrer der Blutsreinheit“ zur Keimzelle der nordischen Rassendominanz werden. Die Auswahlkriterien beschränkten sich daher nicht auf die Bewerber selbst; auch Ehefrauen der SS-Mitglieder wurden hinsichtlich ihrer „Rassenreinheit“ überprüft. Der geforderte große Ariernachweis ließ sich in der Realität meist nicht mit realisierbarem Aufwand erbringen, geschweige denn überprüfen, in der Regel begnügte man sich ab 1936 vorläufig mit dem kleinen Abstammungsnachweis. Dennoch war die SS damit die einzige NS-Organisation, die versuchte, selbst Spuren einer jüdischen Herkunft in der Breite ihrer Mitglieder vollständig auszuschließen. Die Ideologie der SS als Führungsorden manifestierte sich auch in der Anlehnung an Vorstellungen mittelalterlicher Rittergemeinschaften, mit deren Hilfe sie sich – etwa durch Rituale in Weihestätten oder Symbole wie den SS-Totenkopfring und die Verwendung verschiedener Runensymbole (heute umgangssprachlich als „SS-Runen“ bezeichnet) oder den Ehrendolch – eine quasireligiöse Dimension zu geben versuchte.
Nach der Machtübernahme der Nationalsozialisten erhielt die SS, wie auch SA und Stahlhelm, polizeiliche Privilegien zur Verfolgung politischer Gegner. Im April 1933 befanden sich bereits über 25.000 Regimegegner in „Schutzhaft“. SA und SS begannen mit der Errichtung erster Konzentrationslager (KZ) in Dachau und Oranienburg.

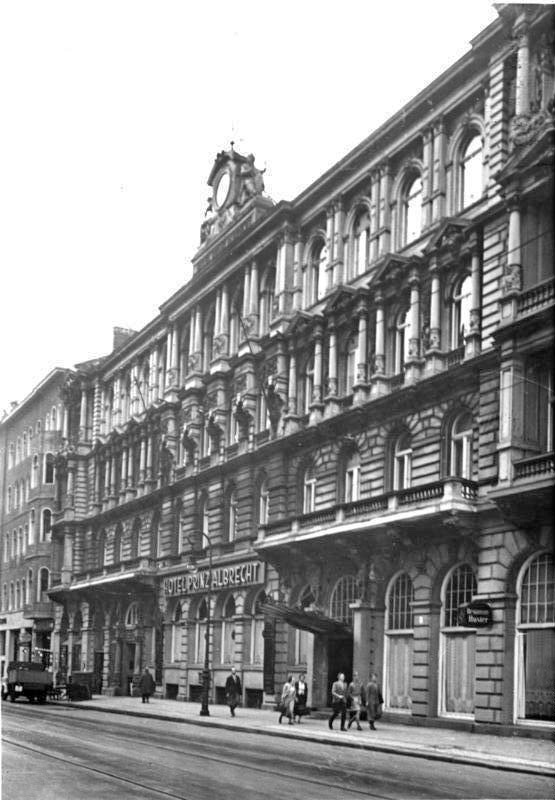
Das Hotel „Prinz Albrecht“ wird 1934 Sitz des Reichsführers SS

Nach dem Röhm-Putsch erfolgte eine dauerhafte Machtverschiebung zur SS. Die SS übernahm nun in alleiniger Verantwortung die Zuständigkeit für alle frühen Konzentrationslager (KZ) im Reich, die bis dahin teilweise noch von der SA kontrolliert worden waren. Die SS-Totenkopfverbände wurden nun ausschließlich mit der Bewachung der Lager beauftragt. Die frühen, improvisierten Haftorte und Konzentrationslager wurden – mit Ausnahme des KZ Dachau – nach und nach geschlossen. Es begann die systematische Entwicklung des NS-Lagersystems, Hitler ließ Lager nach dem Prototyp Dachau erbauen.
Im November 1934 wurde das Prinz-Albrecht-Palais in der Wilhelmstraße 102 in Berlin in den Komplex der Gebäude an der Prinz-Albrecht-Straße 8 miteinbezogen und zum Sitz des Sicherheitsdienstes des Reichsführers SS.
Ab 1935 benannten sich die Verwaltungseinheiten der SS in Allgemeine SS um. Sie wollten sich dadurch von ihren inzwischen bewaffneten Verbänden, der SS-Verfügungstruppe und den SS-Totenkopfverbänden, unterscheiden, die später die Waffen-SS bildeten. Diese Allgemeine SS, nun auch Heimat- oder Schwarze-SS genannt, unterstand nun dem neuen Kommandoamt der Allgemeinen SS in Berlin.
Damit kam es zur klassischen Dreiteilung der SS, die informell bis 1945 Bestand hatte:
1. Allgemeine SS
2. SS-Totenkopfstandarten
3. SS-Verfügungstruppe

### Abschließende Organisationsstruktur
Der Begriff „SS“ bildete ab 1939/40 den „Dachverband“ für verschiedene Hauptämter und deren Unterabteilungen:
- Das SS-Hauptamt verlor entgegen seinem Namen mit der Zeit den Hauptteil seiner Zuständigkeit durch Ausgliederung an andere Ämter. 1940 noch für die bewaffneten Verbände (Waffen-SS) und die Allgemeine SS zuständig, ging deren Leitung an das Führungshauptamt über, das Hauptamt blieb aber zuständig für das wichtige SS-Ergänzungsamt.
- Das Führungshauptamt (FHA) war die betriebliche Stabsstelle (Hauptquartier) der SS. Es leitete und verwaltete die Offiziers-Schulen, medizinische Versorgung, Transportvorgänge, Lohnzahlungen und Ausrüstungen. Es war 1944 sowohl verantwortlich für das Kommando-Amt der Allgemeinen SS wie das Kommando-Amt der Waffen-SS, womit es die Waffen-SS führte.
- Der Persönliche Stab Reichsführer SS war für alle Belange des Reichsführers bestimmt, die nicht in den abgrenzbaren Bereich eines anderen SS-Hauptamtes fielen. Dem Stab unterstanden vor allem die vereinsrechtlich organisierten Organisationen Lebensborn, Freundeskreis Reichsführer SS, Ahnenerbe und Fördernde Mitglieder der SS, mit denen Heinrich Himmler einerseits ideologische Vorstellungen verwirklichte und andererseits sein umfangreiches Netzwerk der SS zugeordneter (oft einflussreicher) Personen betrieb.
- Das Reichssicherheitshauptamt (RSHA) entstand aus der Zusammenlegung von Sicherheitsdienst (SD) und SiPo und war die zentrale Stelle zur Ausübung der polizeilichen Funktionen der SS.
  - Das SD-Amt Reinhard Heydrichs diente als Geheimdienst zur Bekämpfung äußerer wie innerer Gegner und zur Bespitzelung der Bevölkerung.
  - Die Sicherheitspolizei (Sipo) war für die Kriminal- und die Geheime Staatspolizei (Gestapo) zuständig.
    - Gestapo
    - Kriminalpolizei
    - Zollgrenzschutz (ab Juli 1944)
- Das Hauptamt Ordnungspolizei bündelte ab 1939 die Führung der uniformierten Polizei in Deutschland und ihre enge und personelle Verzahnung mit der SS. Polizeibataillone waren stark in Besatzung und Holocaust verwickelt.
- Das Hauptamt SS-Gericht war die Zentralinstanz des gesamten SS- und Polizeigerichtswesens. Ursprünglich für SS-interne Disziplinarvergehen zuständig, standen die SS-Gerichte ab Kriegsbeginn 1939 neben der für sie explizit nicht zuständigen Kriegsgerichtsbarkeit der Wehrmacht als Sondergerichtsbarkeit in Strafsachen für den gesamten Bereich der SS und der Polizei, unter Einschluss von Zivilpersonen. Dem Hauptamt SS-Gericht unterstanden bis zu 38 regionale SS- und Polizeigerichte. Sie waren eingerichtet jeweils am Dienstsitz eines Höheren SS- und Polizeiführers, der in den Verfahren auch als Gerichtsherr fungierte.
- Dem Hauptamt Dienststelle SS-Obergruppenführer Heißmeyer unterstanden die Nationalpolitischen Erziehungsanstalten (NPEA). Ihre Schüler sollten bewusst als Führernachwuchs herangezogen werden, der SS gelang so ein direkter Zugriff auf das Schulsystem.
- Das Rasse- und Siedlungshauptamt (RuSHA) hatte die Aufgabe, eine nach rassischen Kriterien zusammengesetzte Führungselite herauszubilden. Es führte Schulungen und Rasseuntersuchungen bei SS-Angehörigen durch, erteilte (oder verweigerte) Ehegenehmigungen und übernahm Planungsaufgaben der Vertreibung, Umsiedlung und Rassenselektion (Eindeutschung) der Bevölkerungen der besetzten Gebiete
- Das Hauptamt Volksdeutsche Mittelstelle war zuständig für außerhalb des Deutschen Reiches lebende sog. Volksdeutsche. Es übernahm als Zentralstelle die Verwaltung und Verteilung beträchtlicher Hilfsgelder für die sog. Volkstumsarbeit. Zwischen 1939 und 1940 war die Organisation der Umsiedlung deutscher Volksgruppen unter der Losung „Heim ins Reich“ Hauptaufgabe dieses Hauptamtes. Es siedelte rund eine Million Volksdeutsche vor allem in den annektierten Gebieten an – u. a. in den Reichsgauen Wartheland (Posen) und Danzig-Westpreußen (Danzig).
- Das Stabshauptamt des Reichskommissars für die Festigung deutschen Volkstums, das eng mit dem Hauptamt Volksdeutsche Mittelstelle zusammenarbeitete, beschäftigte sich mit der Re-Germanisierung ehemals deutscher Bevölkerungsgruppen. Aber auch für die „Eindeutschung“ nach rassischen Kriterien als gut befundene slawische Volksteile wurden in diesem Hauptamt erfasst. Gemeinsam mit der Mittelstelle fasste es die Zielpersonen in Deutsche Volkslisten zusammen.
- Das Wirtschafts- und Verwaltungshauptamt (WVHA) steuerte und betrieb mittels der Inspektion der Konzentrationslager die Konzentrations- und Vernichtungslager und verwaltete die beträchtlichen und wachsenden SS-eigenen Industrien, Gewerbe- und Landwirtschaftsbetriebe.

### Ausbildung des Führernachwuchses
Die SS bildete ihren Führernachwuchs zunächst an der Reichsführerschule in München aus, dann nach 1934 selbständig an diversen eigenen Schulen. In den Schulen der SS, des SD und der Sicherheitspolizei wurde auf ein elitäres und ideologisch gefestigtes Selbstverständnis im Sinne nationalsozialistischer Weltanschauung geachtet.
Bekannte Ausbildungseinrichtungen waren die SS-Junkerschulen in Bad Tölz und Braunschweig. Die militärische und ideologische Schulung der Offiziersanwärter dort unterschied initial nicht, ob die Führungskräfte in der SS-Verwaltung, in der Waffen-SS, im SD, bei der Sicherheitspolizei oder in den Konzentrationslagern eingesetzt werden sollten – spätere dauerhafte oder zeitweilige Versetzungen und Wechsel zwischen den Verwendungen waren üblich und im Hinblick auf Einsatzerfahrungen und Mittäterschaft auch erwünscht.

### Frauen in der SS
Frauen konnten als Zivilangestellte ohne Zugehörigkeit zur SS im SS-Gefolge Dienst tun oder im elitär orientierten SS-Helferinnenkorps ihren Dienst auch formell als Mitglieder der SS verrichten, wo sie auch „reguläre Mitglieder der SS-Sippengemeinschaft“ waren. Frauen arbeiteten als Aufseherinnen in den Konzentrationslagern und in der Verwaltung, als Nachrichten- und Stabshelferinnen, in deren Funktion sie Kommunikationsverbindungen offenhielten und der Stabsverwaltung halfen. Mit Hedwig Potthast wurde eine angestellte Sekretärin im Reichssicherheitshauptamt die Geliebte von Heinrich Himmler. Ehefrauen von SS-Männern wurden vor der Heirat an Bräuteschulen auf die Ehe vorbereitet.

### SS-Wirtschaftsbetriebe
Die SS gründete zahlreiche Firmen, u. a. 1938 die Deutsche Erd- und Steinwerke GmbH (DEST), die sie 1940 in den Deutschen Wirtschaftsbetrieben (DWB) zusammenfasste. Die DWB wurden von leitenden Mitarbeitern der SS-Verwaltung geführt. 1942 wurden sämtliche wirtschaftlichen Angelegenheiten im SS-Wirtschafts- und Verwaltungshauptamt konzentriert. Dieses betrieb über das Hauptamt Verwaltung und Wirtschaft die Verwaltung der Konzentrations- und Vernichtungslager mit der wirtschaftlichen Ausbeutung der Kriegsgefangenen und KZ-Häftlinge. 1943/44 gehörten etwa 30 Unternehmen mit über 100 Betrieben, in denen mehr als 40.000 Konzentrationslagerhäftlinge arbeiten mussten, zum Wirtschaftsimperium der SS. Der Hauptsitz der DWB befand sich in Oranienburg bei Berlin.
Die SS erwarb – aus Sorge vor den Gefahren des Alkoholmissbrauches – auch mehrere Mineralwasserkonzerne, so etwa die Heinrich Mattoni AG und die Apollinaris Brunnen AG.
Weiterhin gab es die „künstlerischen“ Unternehmungen der SS:
- Porzellanmanufaktur Allach
- Nordland-Verlag
- Schwertschmiede der SS

### SS-Öffentlichkeitsarbeit
Die SS betrieb eine eigene Öffentlichkeitsarbeit, mit der sie ihre Interessen vertrat und potentielle Neumitglieder und Rekruten ansprach, mit der sie aber innerhalb des Regimes auch Diskussionen anstoßen oder beeinflussen konnte.
Die Wochenzeitung Das Schwarze Korps – Zeitung der Schutzstaffeln der NSDAP – Organ der Reichsführung SS vertrat die Weltsicht der SS nach innen und nach außen, sie wurde über den Kreis der SS hinaus gelesen und konnte – in engen Grenzen – auch Teilkritik an Partei- und Staatsführung äußern. Mit über 750.000 verkauften Exemplaren verfügte sie über eine beträchtliche Reichweite. Sie arbeitete eng mit dem Sicherheitsdienst zusammen.
Die SS-Leithefte waren eine illustrierte Zeitschrift.
Die SS-Standarte Kurt Eggers war eine Propagandakompanie, in der die Kriegsberichterstatter der SS organisiert waren. Der Nordland-Verlag war der drittgrößte Verlag des Reiches.
Daneben nutzte die SS die Popularität des Sportes. Nach den Olympischen Spielen begann sie mit dem Aufbau eines eigenen Olympiakaders von quasi-Staatsamateuren, um bei den nächsten Olympischen Spielen die Mehrzahl der deutschen Olympiamannschaft zu stellen. Die SS trat auch als Unterstützer der nationalsozialistischen FKK-Bewegung auf, die der Ansicht war, den schönen arischen Körper nicht verstecken zu müssen.

### Personalentwicklung

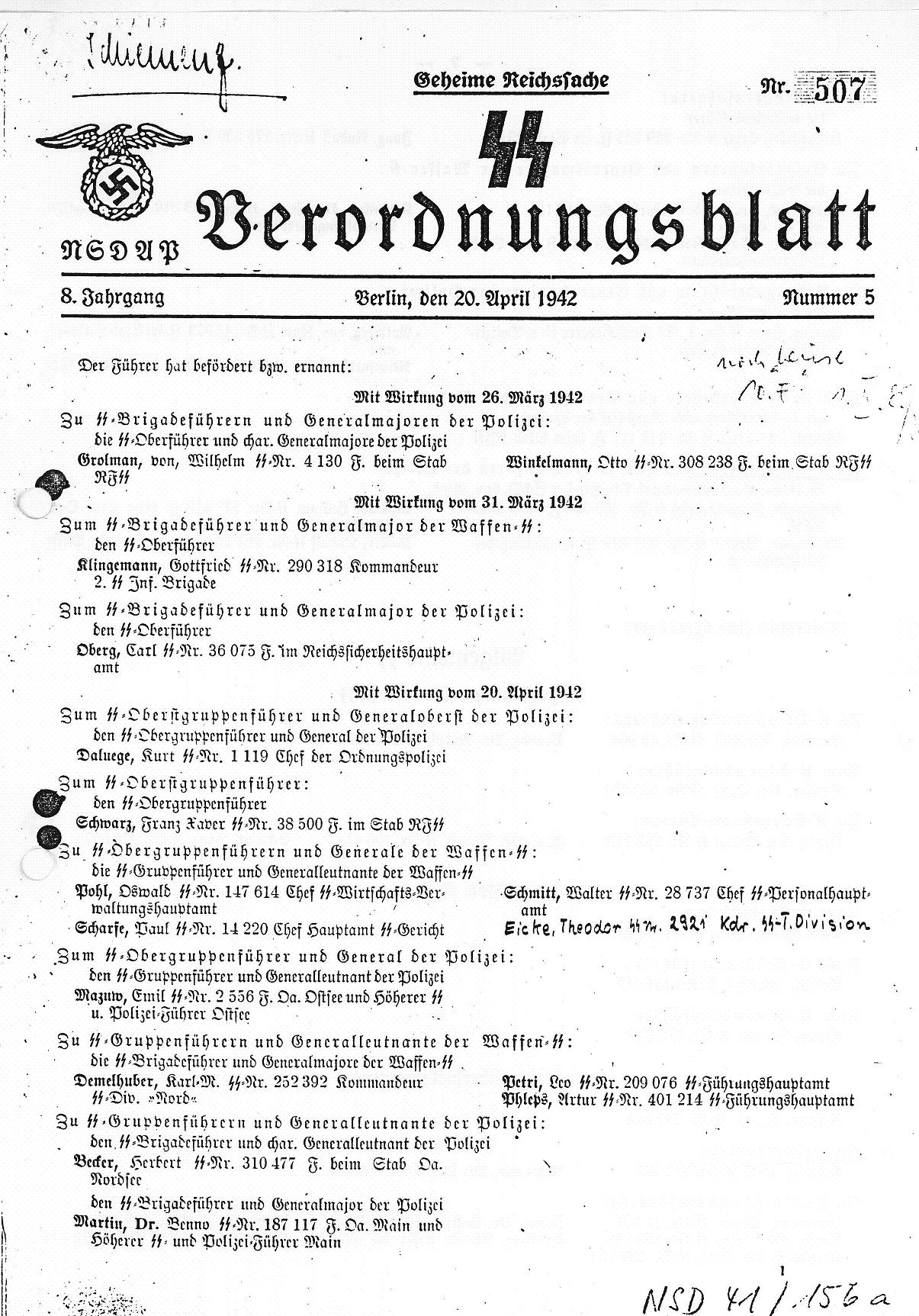
Personalien im SS-Verordnungsblatt, hier 20. April 1942

Als Heinrich Himmler am 6. Januar 1929 die Führung der SS von Erhard Heiden übernahm, umfasste diese Organisation 280 Mann als „aktive Mitglieder“. (Adolf Hitler wurde in der SS mit der Mitgliedsnummer 1 und außerhalb der SS-DAL (Dienstalterslisten der SS) geführt. Dort wurde er auf der ersten Seite als Oberster Dienstherr der Schutzstaffel bezeichnet und das eigentliche Mitgliederverzeichnis begann ab der Mitgliedsnummer.) Nach der nationalsozialistischen Machtübernahme stieg die Zahl der SS-Mitglieder innerhalb eines Jahres von 52.174 (Januar 1933) auf 209.014 (Dezember 1933). Seit Ende 1934 bestand die SS zum einen aus den kasernierten Einheiten der bewaffneten SS (seit 1939: Waffen-SS), zum anderen aus der Allgemeinen SS, deren Angehörige nicht kaserniert waren. Die Mitgliederzahl der Allgemeinen SS nahm in den folgenden Jahren nur noch langsam zu. Ihr Höchststand lag Ende 1941 bei 271.060 Mitgliedern. Die bewaffnete SS entwickelte sich erst während des Krieges zu einem quantitativ bedeutsamen Faktor. Ihre Mitgliederzahl stieg von 23.406 (Ende 1938) auf 594.443 (Juni 1944).
Bei Kriegsbeginn (1939) wurden rund 60 % der Mitglieder der Allgemeinen SS zur Wehrmacht eingezogen. Das hieß, dass von den damaligen 260.000 SS-Mitgliedern 170.000 ihren Kriegsdienst in den drei Wehrmachtteilen Heer, Luftwaffe und Marine taten. Nur ca. 36.000 wurden von der Waffen-SS übernommen. Die übrigen Mitglieder waren entweder für den Kriegsdienst zu alt oder waren auf „unabkömmlichen Posten“ im Öffentlichen Dienst oder bei den Polizeikräften eingesetzt. Bis zum Erlass Adolf Hitlers vom 17. August 1938 wurden die zur Ableistung ihrer Dienstpflicht beim RAD oder der Wehrmacht befindlichen Angehörigen der SS-Totenkopfverbände, analog zur Allgemeinen SS, dort als SS-Zugehörige geführt. Diese Regelung entfiel mit dem oben genannten Erlass, da ab 1939 an nur noch Männer eingestellt werden durften, die bereits ihrer Dienstpflicht in der Wehrmacht nachgekommen waren. Eine altersmäßige Aufteilung der SS-Totenkopfverbände in SS-I, SS-II, SS-Reserve und SS-Stammabteilung bestand nicht. Sie galt gleich der Verfügungstruppe als aktiver, kasernierter Truppenverband der SS.
Auf Polizisten wurde Druck ausgeübt, bei Erfüllen der Aufnahmekriterien in die SS einzutreten, Ordnungspolizisten wurden dabei in die Allgemeine SS aufgenommen, Sicherheitspolizisten in den SD. Bei Kriegsbeginn waren 20 % im „Führungskorps“ der Ordnungspolizei und mehr als 50 % in dem der Sicherheitspolizei Mitglieder der SS.
Im Juni 1944 zählte die SS 794.941 Angehörige. Davon gehörten 264.379 zur Allgemeinen SS. Vor dem Internationalen Gerichtshof in Nürnberg machte Robert Brill, ehemaliger Leiter des „Ergänzungsamtes der Waffen-SS“, am 5. und 6. August 1946 Angaben zur Personalentwicklung der Waffen-SS:

„Bei Kriegsende war die Waffen-SS noch ca. 550.000 Mann stark; bis Ende Oktober 1944 waren ca. 320.000 Mann gefallen oder schwerstverletzt. […] In der Waffen-SS dienten etwa 400.000 Reichsdeutsche, 300.000 Volksdeutsche und 200.000 Angehörige anderer Völker. […] Im Jahr 1944 wurde die Masse der noch Kriegsverwendungsfähigen aus den Wachmannschaften der Konzentrationslager herausgezogen und für den Wehrdienst freigemacht. Bis dahin wurden die Wachmannschaften aus Notdienstverpflichteten der Allgemeinen SS und des ehemaligen Frontkämpferbundes 'Kyffhäuser' gestellt. 1944 kam noch ein starkes Kontingent aus der Wehrmacht. Es handelte sich meines Wissens zunächst um 10.000 Mann. Später mehr. […] Meines Wissens setzten sich die Wachverbände in den KZs im Jahre 1944 aus 6.000 Notdienstverpflichteten, 7.000 Volksdeutschen, 7.000 Heeresangehörigen und einer Anzahl von Luftwaffenangehörigen zusammen. […]“

Im Verlauf des Krieges war eine zunehmende Verwendung ausländischer Staatsangehöriger in Verbänden der Waffen-SS zu beobachten. Bei „Kriegsende bestanden 19 ihrer 38 Divisionen weitgehend aus Ausländern“, meist aus Osteuropa.

### SS-Zugehörige
„SS-Zugehörige“ war ein SS-interner Begriff: Dieser Sammelbegriff umfasste alle SS-Anwärter und -Männer, die ihrer Dienstpflicht beim Reichsarbeitsdienst (RAD) oder der Wehrmacht nachkamen. Für diese Zeit schieden sie aus dem Befehlsverhältnis der SS aus und wurden in den Mitgliederlisten unter dieser Bezeichnung geführt. Innerhalb der Allgemeinen SS wurde in Altersklassen (SS-I und SS-II, die die sogenannte Aktive SS bildeten, SS-Reserve und SS-Stammabteilung) unterschieden. Dagegen wurden in der SS-Verfügungstruppe keine SS-Zugehörigen geführt, da der Dienst in ihr als Ableistung der Wehrpflicht angesehen wurde und als solcher anerkannt war. Aufgrund des Charakters der Verfügungstruppe als aktiver, kasernierter Truppe entfiel ebenfalls die SS-typische und altersbedingte Unterscheidung in SS-I, SS-II, SS-Reserve und SS-Stammabteilung.

## Nach 1945 – Alliierte Gerichtsbarkeit, Fluchtbewegungen und Nachkriegszeit

### Auflösung und Verbot der SS
Bis Kriegsende kämpften SS-Verbände oft erbittert gegen die vorrückenden Alliierten und setzten insbesondere die Ermordung von Juden fort, solange sie dazu noch imstande waren (vgl. Todesmärsche von KZ-Häftlingen). In zahlreichen Fällen besorgten SS-Angehörige sich Uniformen der Wehrmacht, um von den Alliierten nicht als der SS zugehörig erkannt zu werden. Heinrich Himmler selbst wurde in der Uniform eines Unteroffiziers der Geheimen Feldpolizei von den Briten verhaftet und beging, nachdem er erkannt worden war, Selbstmord.
Nach der bedingungslosen Kapitulation der Wehrmacht, die alle unter deutschem Oberbefehl stehenden Verbände einbezog, ordneten die Alliierten mit der Direktive 2 des Kontrollrates vom 10. September 1945 die Auflösung an. Mit dem Kontrollratsgesetz Nr. 2 (Auflösung und Liquidierung der Naziorganisationen) vom 10. Oktober 1945 wurden die SS und ihre Neben- und Ersatzorganisationen auch förmlich aufgelöst sowie die Neugründung verboten. Ihr Vermögen wurde beschlagnahmt.

### Nürnberger Prozess und Folgeprozesse

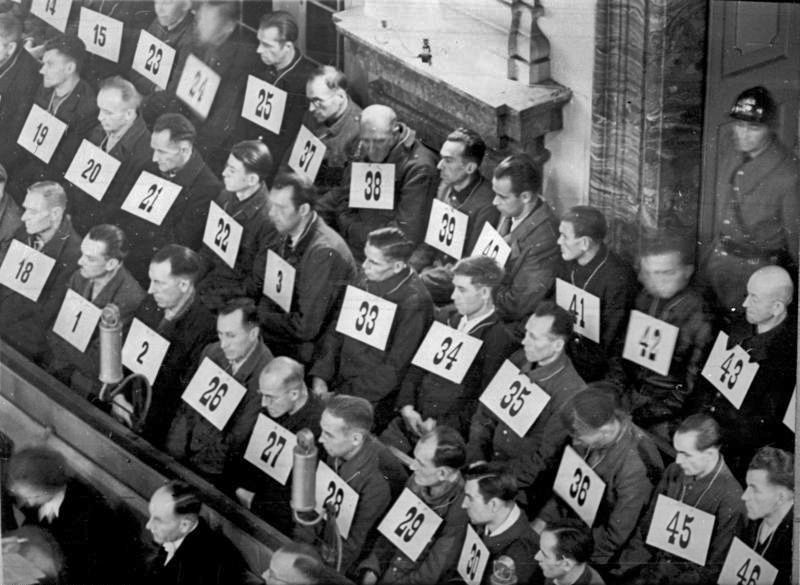
Angeklagte in den Rastatter Prozessen (1946)

Im Nürnberger Prozess gegen die Hauptkriegsverbrecher 1946 wurde sie als „verbrecherische Organisation“ eingestuft. Diese Bewertung betraf die gesamte SS, einschließlich der Waffen-SS, der SS-Totenkopfverbände und des SD mit Ausnahme der sogenannten Reiter-SS und des SS-eigenen Vereins Lebensborn. Verteidiger der SS war Horst Pelckmann.
Im Anschluss kam es zu einer Reihe von Prozessen, die sich mit Einzelaspekten der Taten der SS beschäftigten: Von Januar bis November 1947 mussten sich eine Reihe von Funktionären des Wirtschafts- und Verwaltungshauptamtes der SS wegen ihrer Rolle beim Massenmord in den Konzentrationslagern verantworten; im Prozess gegen Funktionäre des Rasse- und Siedlungshauptamtes vom Juli 1947 bis März 1948 stand die „Rassenpolitik“ der SS im Vordergrund. Im Einsatzgruppen-Prozess zwischen September 1947 und April 1948 standen Einsatzgruppenleiter der SS wegen Verbrechen gegen die Menschlichkeit und Kriegsverbrechen vor Gericht.

### Flucht von SS-Tätern
Unterstützung bei der Flucht über die sogenannten Rattenlinien bzw. Rattenlinie Nord fanden ehemalige SS-Angehörige unter anderem durch hochrangige Vertreter der römisch-katholischen Kirche besonders in Italien.
Lange existierte ein Gerücht über eine Organisation der ehemaligen SS-Angehörigen (ODESSA), die kurz vor Kriegsende gegründet worden sein soll, um ehemalige SS-Angehörige auch nach dem Ende des Krieges zu unterstützen und ihnen die Flucht zu ermöglichen. Zu den Tätern, denen eine Flucht gelang, gehörten unter anderem Josef Mengele, Adolf Eichmann und Klaus Barbie.

### Nachkriegszeit bis heute

#### Gesetzliche Ächtung von Symbolen der SS
Die Bundesrepublik Deutschland ging über das Organisationsverbot der Alliierten hinaus und stellte im Strafgesetzbuch (StGB) sowohl die Verbreitung von Propagandamaterial (§ 86 StGB) als auch die Verwendung der Kennzeichen der SS (§ 86a StGB) unter Strafe. Kennzeichen in diesem Sinne sind namentlich Fahnen, Abzeichen, Uniformstücke, Parolen, Grußformen und Lieder. Den Kennzeichen stehen auch solche gleich, die ihnen zum Verwechseln ähnlich sind. Diese Verbote der Verwendung von Kennzeichen verfassungswidriger Organisationen gelten dann nicht, wenn ihre Verwendung „der staatsbürgerlichen Aufklärung, der Abwehr verfassungswidriger Bestrebungen, der Kunst oder der Wissenschaft, der Forschung oder der Lehre, der Berichterstattung über Vorgänge des Zeitgeschehens oder der Geschichte oder ähnlichen Zwecken dient“ (§ 86 Absatz 3 ggf. in Verbindung mit § 86a Absatz 3 StGB).
Für Österreich gilt der § 3 des Verbotsgesetzes. Für die Schweiz und andere Länder gelten entsprechende Regelungen.

#### Strafprozesse
In zahlreichen Ländern gab es Prozesse gegen SS-Täter. In der Bundesrepublik Deutschland zählen zu den bekanntesten Prozessen der Ulmer Einsatzgruppenprozess (April bis August 1958) und die Auschwitz-Prozesse in Frankfurt am Main (1963–1965; zwei weitere bis 1968). Die Bereitschaft zu einer strafrechtlichen Ahndung entstand in der Bundesrepublik nur allmählich. Zahlreiche SS-Täter konnten sich ihrer Verantwortung entziehen, darunter auch hochrangige Offiziere. Die Ermittlungsarbeit der Staatsanwälte führte jedoch zu einem Erkenntnisgewinn über die Arbeitsweise der SS-Institutionen und das Ausmaß ihrer Verbrechen.

#### Traditionsverbände der SS
Trotz weitgreifenden Verboten der SS, von Propagandamaterialien und Symbolen gab es nach 1945 eine Reihe von „Traditionsverbänden“ der SS und der Waffen-SS-Angehörigen, wie etwa die Hilfsgemeinschaft auf Gegenseitigkeit der Soldaten der ehemaligen Waffen-SS (HIAG) in Deutschland oder die Kameradschaft IV in Österreich.

#### Jüngste Prozesse
Vereinzelt kam es noch nach der Jahrtausendwende in der Bundesrepublik Deutschland zu Kriegsverbrecherprozessen gegen Angehörige der SS und ihrer Unterverbände:
- Im November 2009 begann am Landgericht München II ein Prozess gegen den mutmaßlichen Kriegsverbrecher John Demjanjuk. Am 12. Mai 2011 verhängte das Gericht wegen Beihilfe zum Mord an 28.060 Menschen eine Gesamtfreiheitsstrafe von fünf Jahren. Das Urteil wurde nicht rechtskräftig: Demjanjuk starb zehn Monate später, bevor über die von ihm und von der Staatsanwaltschaft gegen das Urteil eingelegte Revision entschieden war.
- Am 8. Dezember 2009 gestand der ehemalige SS-Mann Heinrich Boere vor dem Aachener Landgericht, 1944 in den Niederlanden drei Zivilisten getötet zu haben (drei der 54 der so genannten „Silbertanne“-Morde. Unter diesem Decknamen verübte das „Sonderkommando Silbertanne“ nach Anschlägen niederländischer Widerstandskämpfer Vergeltungsmorde an Zivilisten, denen nachgesagt wurde, dass sie mit Widerstandskämpfern sympathisierten). Er habe nicht mit dem Bewusstsein gehandelt, ein Verbrechen zu begehen, sagte der 88-Jährige.[38] Am 23. März 2010 wurde Heinrich Boere zu lebenslanger Haft verurteilt und trat am 15. Dezember 2011 die Haftstrafe an. Boere starb am 1. Dezember 2013 im Alter von 92 Jahren im Justizvollzugskrankenhaus Fröndenberg eines natürlichen Todes.[39]
- 2016 wurde Reinhold Hanning im Detmolder Auschwitzprozess der Beihilfe zum Mord in mindestens 170.000 Fällen schuldig gesprochen und zu fünf Jahren Freiheitsstrafe verurteilt.[40][41] Das Urteil wurde nicht rechtskräftig, da Hanning vor der Endscheidung über die Revision verstarb.
- Oskar Gröning wurde wegen Beihilfe zum Mord in 300.000 Fällen 2015 zu einer Freiheitsstrafe von vier Jahren verurteilt. 2016 bestätigte der Bundesgerichtshof in der Revision das Urteil. Er starb 2018 ohne die Strafe angetreten zu haben.